# 3-Methyl-1-phenyl-5-pyrazolon
3-Methyl-1-phenyl-5-pyrazolon  ist eine chemische Verbindung aus der Gruppe der Lactame. In Amerika und Japan ist die Substanz (internationaler Freiname: Edaravon) zur Behandlung der amyotrophen Lateralsklerose (ALS) zugelassen. Ein Antrag auf Zulassung für die EU wurde im Mai 2019 zurückgezogen.

## Gewinnung und Darstellung
3-Methyl-1-phenyl-5-pyrazolon kann durch Umsetzen von Phenylhydrazin mit Ethylacetoacetat in einem Lösungsmittel in Gegenwart eines geeigneten Katalysators gewonnen werden. Die Verbindung wurde erstmals 1883 von Ludwig Knorr synthetisiert.

## Eigenschaften
3-Methyl-1-phenyl-5-pyrazolon ist ein brennbarer schwer entzündbarer kristalliner weißer bis gelblicher geruchloser Feststoff, der schwer löslich in Wasser ist. Seine wässrige Lösung reagiert sauer.

## Verwendung

### Chemische Analytik
3-Methyl-1-phenyl-5-pyrazolon wird als Reagenz zum Nachweis von reduzierenden Kohlenhydraten verwendet.

### Medizin
In Japan, China, den USA und der Schweiz ist Edaravon als Medikament zur Behandlung der amyotrophen Lateralsklerose (ALS) zugelassen. Zu diesem Zweck wird es intravenös infundiert. Edaravon wurde in randomisierten, placebokontrollierten Studien an 137 japanischen ALS-Patienten über sechs Monate untersucht. Das Fortschreiten der Erkrankung wird nicht gestoppt, jedoch verlangsamt. Einige Jahre zuvor war Edaravon in Japan bereits als Neuroprotektivum für Schlaganfallpatienten auf den Markt gekommen.
Der Zulassungsantrag bei der Europäischen Arzneimittel-Agentur (EMA) wurde von dem Pharmaunternehmen Mitsubishi Tanabe Pharma Corporation (MTPC) im Mai 2019 zurückgezogen, nachdem die Behörde sich aufgrund der Laufzeit der vorgelegten Studien und dem laut Behörde unzureichenden Nachweis eines verlängerten Überlebens die Ablehnung des Zulassungantrages empfohlen hatte.
Der Wirkungsmechanismus ist unbekannt.
Handelsnamen: Radicava (USA, CA, CH), Radicut (J)